# Баеса, Мигель
Мигель Баеса Перес (исп. Miguel Baeza Pérez; родился 27 марта 2000, Кордова) — испанский футболист, полузащитник клуба «Сельта». На правах аренды выступает за клуб «Мирандес».

## Футбольная карьера
Уроженец испанского города Кордова. В 2012 году из местной спортивной команды «Сенека» перебрался в академию мадридского «Реала». Спустя семь лет 6 января 2019 года дебютировал за вторую команду сливочных в Сегунде В поединком против «Понтеведры». Был основным игроком команды в сезоне 2019—2020.
31 августа 2019 года забил свой первый гол на профессиональном уровне в ворота «Марино». 26 января 2020 года Баеса сделал хет-трик в ворота команды «Пенья Депортиво».
15 августа 2020 года Мигель Баеса подписал пятилетний контракт с клубом Ла Лиги Сельтой. По слухам сумма трансфера составила 2,5 миллиона евро за 50% прав на футболиста. 12 сентября 2020 года полузащитник дебютировал за новый клуб в поединке против Эйбара, выйдя на замену на 77-й минуте вместо Браиса Мендеса.